# Yuki Kure
呉 由姫
Œuvres principales
Première œuvre : Sono Manma de Ikō
Autres ouvrages :
- La Corda d'Oro

Yuki Kure (呉 由姫, Kure Yuki) est une mangaka et illustratrice japonaise née un 4 décembre dans la préfecture de Chiba au Japon.

## Biographie
Yuki Kure commence sa carrière de mangaka en 2000 avec le one shot Sono Manma de Ikō publié dans le magazine japonais LaLa DX.